# 500 lire "Marconi"
La 500 lire "Marconi" è una moneta commemorativa in argento dal valore nominale di 500 lire emessa dall'Istituto Poligrafico e Zecca dello Stato nel 1974 in occasione del centenario della nascita di Guglielmo Marconi. La moneta pur recando la data 1974 è stata coniata nel 1976, infatti l'astuccio che la contiene riporta proprio la data di coniazione, e poi distribuita nel 1977.
Si tratta della prima moneta in argento che, pur definita "a corso legale", non fu destinata alla circolazione, ma al mercato numismatico (venduta a prezzo maggiorato), giacché il solo costo intrinseco della lega aveva superato già da alcuni anni il valore facciale di 500 lire. In precedenza, infatti, erano stati coniati solamente il 500 lire commemorativo del centenario dell'unità d'Italia (1961) e quello commemorativo del VII centenario della nascita di Dante (1965), nonché il 1000 lire commemorativo del centenario di Roma capitale (1970), tutti entrati in circolazione.

## Dati tecnici
Al dritto è ritratto al centro il busto di Guglielmo Marconi rivolto a sinistra e lungo il giro la scritta "REPUBBLICA ITALIANA". Sotto il busto sono poste le firme del modellista Pietro Giampaoli e dell'incisore Guerrino Mattia Monassi. 
Al rovescio è rappresentata l'immagine della penisola italiana, dei paesi confinanti e del mar Mediterraneo sovrastati da cerchi concentrici a raffigurare le onde radio. A sinistra è posta l'indicazione del valore, mentre a destra il segno di zecca (R). Lungo il bordo, in alto è scritto "GUGLIELMO MARCONI" mentre in basso sono riportate le date 1874-1974
Nel contorno, in rilievo è riportata la scritta "REPVBBLICA ITALIANA". Il diametro della moneta è di 29 mm mentre il peso è di 11 g. Il titolo dell'argento è di 835/1000 ed è stata coniata in 689.752 esemplari.
Di questa moneta esistono delle prove, che si distinguono in quanto vi è la dicitura PROVA al rovescio sotto l'indicazione del valore. Inoltre vi sono delle monete che nel contorno riportano la dicitura errata: "REPVBALIANA BLICA IT.", dovuto ad un errore di composizione della ghiera godronatrice.
La moneta è stata emessa nella sola versione fior di conio confezionata in astuccio.